# المجتمع الدفاعي الأوروبي
معاهدة إنشاء جماعة الدفاع الأوروبية، والمعروفة أيضًا باسم معاهدة باريس،  هي معاهدة غير مصدق عليها وقعت في 27 مايو 1952 من قبل الدول «الداخلية» الست للتكامل الأوروبي: دول البنلوكس وفرنسا وإيطاليا وألمانيا الغربية . كانت المعاهدة ستنشئ جماعة دفاع أوروبية (EDC) مع قوة دفاع أوروبية. فشلت المعاهدة في الحصول على تصديق في البرلمان الفرنسي ولم تصادق عليها إيطاليا أبدًا، وبالتالي لم تدخل أبدًا حيز التنفيذ. وبدلاً من ذلك، تم قبول ألمانيا الغربية في الاتحاد الأوروبي الغربي (WEU)، وهو خليفة كامن لاتحاد ويسترن 1948، وكذلك الناتو. 
بدأت المعاهدة من خلال خطة بليفين، التي اقترحتها في عام 1950 من قبل رئيس الوزراء الفرنسي آنذاك رينيه بليفين استجابة للدعوة الأمريكية لإعادة تسليح ألمانيا الغربية. كان المقصود من تشكيل بنية دفاعية لعموم أوروبا، كبديل للانضمام المقترح من ألمانيا الغربية إلى الناتو، تسخير الإمكانات العسكرية الألمانية في حالة الصراع مع الكتلة السوفيتية. تمامًا كما تم تصميم خطة شومان لإنهاء خطر امتلاك ألمانيا القوة الاقتصادية لوحدها لشن الحرب مرة أخرى، كان الهدف من خطة بلفن وEDC منع الاحتمال العسكري لشن ألمانيا الحرب مرة أخرى. 

## التنظيم المخطط
كانت جماعة الدفاع الأوروبية ستنطوي على جيش عموم أوروبا، مقسم إلى مكونات وطنية، ولها ميزانية مشتركة وأسلحة مشتركة ومشتريات عسكرية مركزية ومؤسسات. 
رسم تخطيطي يوضح أداء المؤسسات المنصوص عليها في المعاهدة المنشئة لمجموعة الدفاع الأوروبية (EDC)، ووضع قوات الدفاع الأوروبية تحت تصرف الجماعة، والصلة بين EDC ومنظمة حلف شمال الأطلسي (الناتو): 